# Muzeum Esperanto w Svitavach

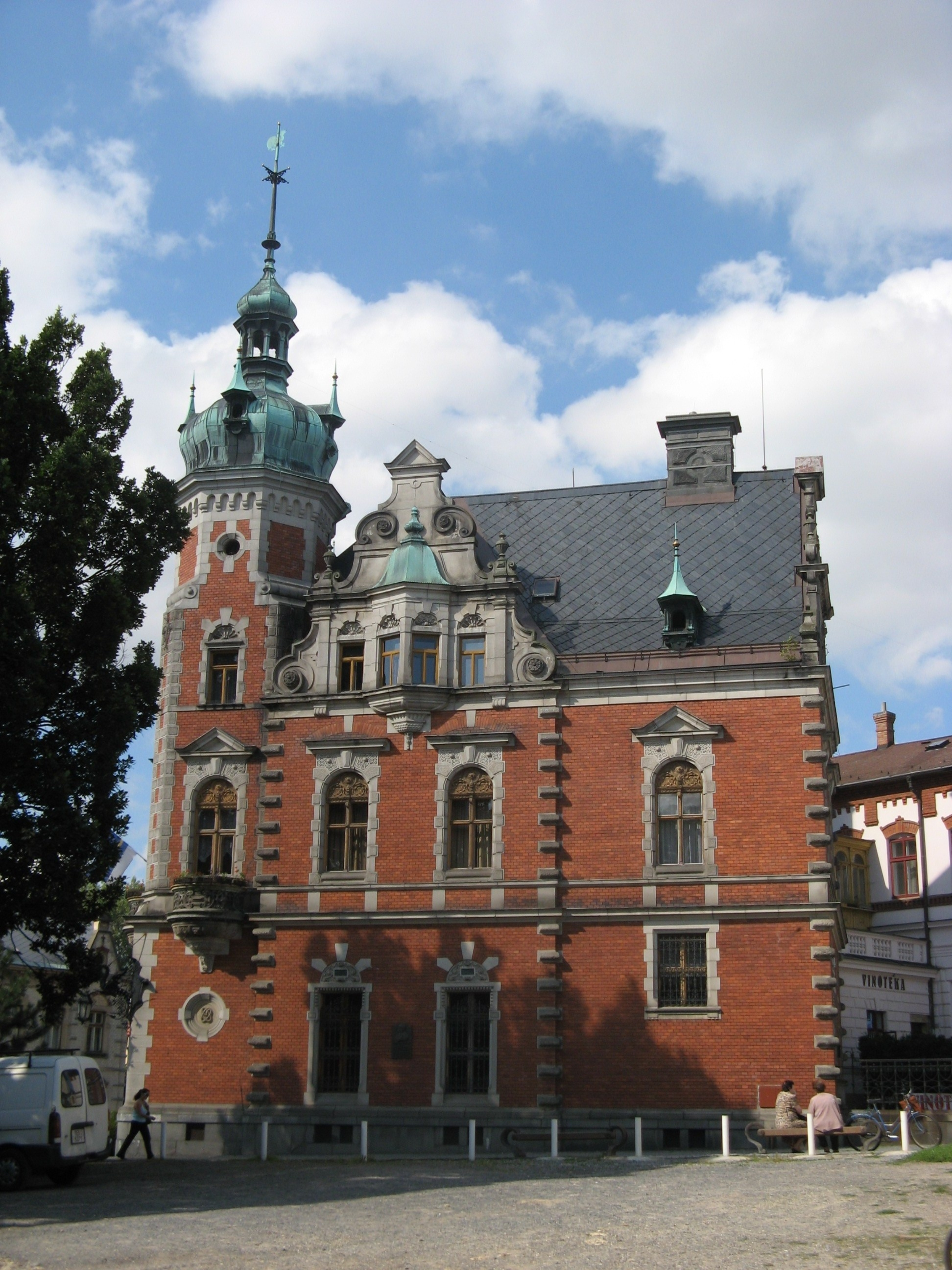
Dom Ottendorferów - siedziba Muzeum

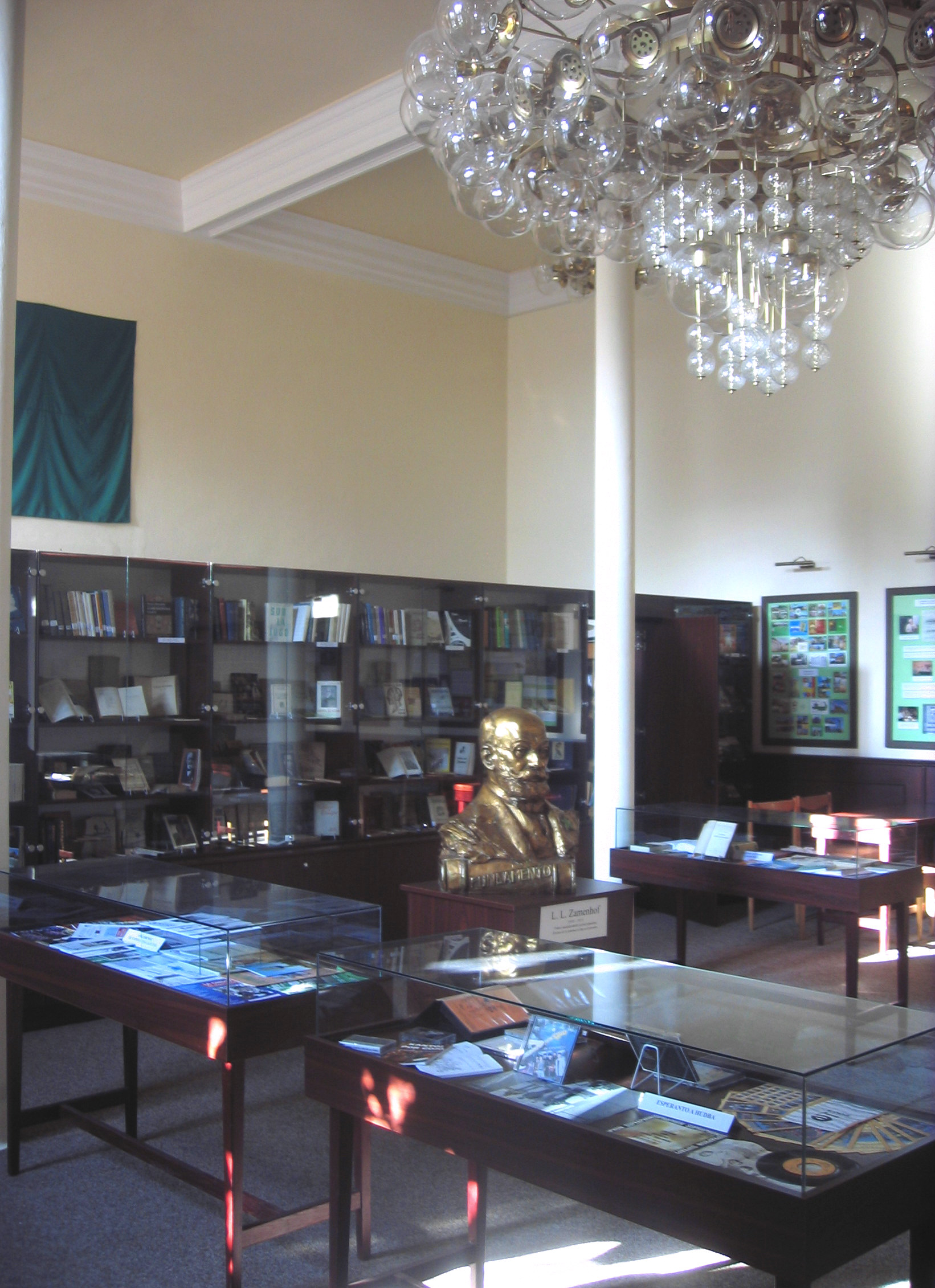
Wnętrze

Muzeum Esperanto w Svitavach – muzeum języka esperanto w Svitavach (Czechy, Kraj pardubicki). 

## Budynek
Muzeum znajduje się w dawnym Domu Valentina Oswalda Ottendorfera (Ottendorferův dům) - mecenasa i twórcy Biblioteki Ottendorferów w Svitavach. Budynek zrealizowano w latach 1891–1892 w stylu eklektycznym. Biblioteka stała się obiektem wzorcowym dla całej monarchii austro-węgierskiej. Była to największa biblioteka niemieckojęzyczna na Morawach (22 tysiące woluminów). Po wojnie biblioteka niszczała i była rozkradana, jako bezwartościowa pozostałość niemiecka. Uratowano tylko 6755 książek. W zbiorach znalazły się liczne wydawnictwa esperanckie, na bazie których, od września 2008, stworzono muzeum. 

## Ekspozycja
Do najciekawszych eksponatów esperanckich należą:
- wydawnictwa z większości krajów świata,
- japońskie wydawnictwa na papierze czerpanym,
- książka z dedykacją Jana Masaryka, dyplomaty, syna Tomasza,
- multimedialny panel informacyjny,
- największy słownik ilustrowany języka esperanto - Plena Ilustrita Vortaro.